# Voedingsstof
Voedingsstoffen of nutriënten, zijn stoffen die onontbeerlijk zijn voor de groei, instandhouding en voortplanting van een organisme. Voedingsstoffen dienen voor de opbouw en onderhoud van de cellen in de verschillende weefsels, en voor de energiebevoorrading van het organisme. 
Heterotrofe organismen, waaronder alle dieren, schimmels, protozoa, en veel soorten bacteriën, houden zich voornamelijk in leven met organische voedingsstoffen, die ze betrekken van andere organismen.
Autotrofe organismen, waaronder de landplanten en de meeste soorten algen, nemen anorganische stoffen op uit hun omgeving, waaruit ze zelf hun organische verbindingen (biomoleculen) produceren. Dit gebeurt via fotosynthese, bij sommige autotrofe bacteriën via chemosynthese.
Het menselijk lichaam heeft ongeveer vijftig verschillende voedingsstoffen nodig. Daarvan kan het lichaam de meeste niet of onvoldoende zelf maken: de zogenaamde essentiële voedingsstoffen.

## Nutriënt-categorieën
Er worden twee categorieën nutriënten onderscheiden: anorganische verbindingen en organische verbindingen.

### Anorganische stoffen
Planten hebben water en voedingszouten nodig, bijvoorbeeld nitraten, fosfaten, kaliumzouten, calcium.
Dieren moeten water innemen en per dag enkele grammen van de mineralen keukenzout, calcium, fosfor, en per dag enkele milligrammen van sporenelementen, bijvoorbeeld ijzer, zink en mangaan.

### Organische stoffen
Dieren hebben, naast anorganische stoffen, vooral organische stoffen nodig, met name koolhydraten, eiwitten, vetten en vitamines. 
Autotrofe organismen maken deze organische verbindingen zelf aan.

## Water
Water vormt, naast eiwitten, het belangrijkste bestanddeel van de celinhoud van alle soorten een- en meercellige organismen. De gemiddelde celinhoud bestaat voor twee derde uit water. Daarnaast dient water in vaatplanten en, als hemolymfe of bloed, in dieren als transportmiddel voor opgeloste voedingsstoffen. Eencellige organismen nemen hun opgeloste (an)organische voedingstoffen rechtstreeks op door hun celmembraan, door middel van diffusie.

## Planten
Planten bestaan voor het grootste deel uit de "macro-elementen" koolstof, zuurstof, waterstof en stikstof en bevatten een groot aantal weinig voorkomende "sporenelementen" die niet alle essentieel zijn. Sommige elementen hopen zich als reservestoffen op in bepaalde organen of weefsel. Planten nemen hun minerale voedingsstoffen op twee manieren op: gasvormig via hun bladeren en vloeibaar via hun wortels. Met hun bladeren halen planten kooldioxide (CO2) uit de lucht. Met hun wortels nemen ze water en de daarin opgeloste mineralen nitraat, fosfaat en sulfaat op. Planten zonder wortels, zoals mossen, levermossen, hauwmossen en veel waterplanten, nemen opgeloste stoffen op door hun hele oppervlak. Dit geldt ook voor wieren, die ooit tot de planten werden gerekend.
Uit kooldioxide en water maken planten, onder gebruik van zonne-energie, in hun bladeren glucose aan. Deze biochemische reactie is de fotosynthese, die via verschillende voedselketens de basis vormt voor alle hogere levensvormen op aarde. De aangemaakte glucose dient als brandstof voor de plant, en, in de plant opgeslagen als koolhydraten - zetmeel, cellulose, pectine - en in mindere mate als vet, ook als voedingsstof voor consumenten zoals herbivore dieren. Daarnaast maakt de plant uit glucose, onder toevoeging van via nitraten opgenomen stikstof, ook aminozuren en vervolgens eiwitten aan.

## Dieren
Dieren betrekken hun voedingsstoffen uit organisch (plantaardig en/of dierlijk) materiaal, uit voedsel dus. Na inname door het organisme worden deze vreemde weefsels via de spijsvertering afgebroken, waarna de vrijgekomen biomoleculen en mineralen, opgelost in het hemolymfe of het bloed, naar de cellen in de verschillende eigen weefsels worden vervoerd. Via stofwisseling in de cellen worden de voedingsstoffen verder verwerkt.
In het geval van dieren kunnen voedingsstoffen daarnaast worden onderverdeeld in macronutriënten en micronutriënten. Macronutriënten zijn vetten, koolhydraten, eiwitten en alcohol. Vitamines, mineralen en sporenelementen vormen de micronutriënten.

### Voedingsvezels
Behalve nutriënten hebben dieren voedingsvezels nodig, onverteerbare polysachariden (grote koolhydraten), waarvan sommige soorten als voedsel dienen voor een gezonde darmflora, de micro-organismen waarmee alle diersoorten in symbiose leven in hun spijsverteringssysteem. Andere voedingsvezels zuigen zich vol met water, wat voor een volume-toename van de spijsbrij in de darmen zorgt, en daarmee voor een betere peristaltiek.

### Non-nutriënten
Natuurlijke bestanddelen zonder voedingswaarde, worden in de dierfysiologie non-nutriënten genoemd. Hieronder vallen de: 
- antinutrionele factoren, bijvoorbeeld trypsine-remmers
- secundaire plantenstoffen en andere secundaire metabolieten
- natuurlijke toxines.

Soms worden ook water en voedingsvezels tot de non-nutriënten gerekend.

### De mens
Vitamines (niet gerekend tot de voedingsstoffen), mineralen en water kunnen via de darmwand direct worden opgenomen in het bloed, voor transport naar de cellen. Andere voedingsstoffen worden, voor zover nodig, eerst door het spijsverteringskanaal afgebroken (gesplitst in kleinere moleculen).

#### Functies
De voedingsstoffen hebben verschillende functies:
- Bouwstoffen dienen voor de aanmaak van cellen (ten behoeve van onderhoud – vervanging van oude cellen – en groei) en van tussencelstof. Belangrijke bouwstoffen zijn water, eiwitten en mineralen. Water en eiwitten zijn vooral belangrijk voor de aanmaak van cellen. Mineralen zoals calcium zijn belangrijk voor de aanmaak van botweefsel.
- Brandstoffen zijn de voedingsstoffen waaruit energie gehaald wordt, voor het samentrekken van spiercellen en het versturen van elektrische signalen tussen zenuwcellen. Deze energie wordt gehaald uit de biologische oxidatie (verbranding) van koolhydraten en vetten, soms uit eiwitten.
- Regulerende stoffen of beschermende stoffen zijn voedingsstoffen die allerlei belangrijke lichaamsprocessen regelen en sturen: vitamines en mineralen. Hiervan heeft het lichaam slechts kleine hoeveelheden nodig.[2]

#### Reserves
Het menselijk lichaam heeft een systeem om voedingsstoffen op te slaan. Vet wordt onder de huid en rondom organen opgeslagen, koolhydraten als glycogeen in de spieren en in de lever. Ook sommige vitamines worden in de lever opgeslagen. Botten zijn een opslagplaats voor calcium. Bij gebrek aan voedingsstoffen kan het menselijk lichaam deze reserves aanspreken.

## Herkomst
Natuurlijke voedingsstoffen kunnen ook kunstmatig worden nagemaakt: natuuridentieke stoffen. Voorbeelden van natuuridentieke stoffen die in voedingssupplementen gebruikt worden zijn L-carnitine en trans-co-enzym Q10. Daarentegen komen D-carnitine en cis-co-enzym Q10 niet in de natuur voor. De werkzaamheid van synthetische voedingsstoffen kan hoger of lager liggen dan die van natuurlijke stoffen.